# Tochuhorn
Tochuhorn är en bergstopp i Schweiz.   Den ligger i distriktet Brig och kantonen Valais, i den södra delen av landet, 90 km sydost om huvudstaden Bern. Toppen på Tochuhorn är 2 648 meter över havet, eller 172 meter över den omgivande terrängen. Bredden vid basen är 1,4 km.
Terrängen runt Tochuhorn är huvudsakligen bergig, men den allra närmaste omgivningen är kuperad. Närmaste större samhälle är Brig, 6,8 km norr om Tochuhorn. 
I omgivningarna runt Tochuhorn växer i huvudsak blandskog. Runt Tochuhorn är det mycket glesbefolkat, med 7 invånare per kvadratkilometer.